# Quintus Aulius Cerretanus
 (juillet 2019).
Si vous disposez d'ouvrages ou d'articles de référence ou si vous connaissez des sites web de qualité traitant du thème abordé ici, merci de compléter l'article en donnant les références utiles à sa vérifiabilité et en les liant à la section « Notes et références ».
Quintus Aulius Cerretanus est un homme politique romain qui est deux fois consul lors de la deuxième guerre samnite, la première fois en 323 av. J.-C. avec Caius Sulpicius Longus lorsqu'il dirige la guerre dans les Pouilles et la seconde fois en 319 av. J.-C. avec Lucius Papirius Cursor lorsqu'il conquiert les Ferentani et reçoit leur reddition.
Il est aussi maître de cavalerie du dictateur Quintus Fabius Maximus Rullianus en 315 av. J.-C. et livre une bataille contre les Samnites sans consulter le dictateur. Il est tué dans cette bataille après avoir tué le général samnite.